# Heinrich von Asti
Heinrich von Asti (Enrico d’Asti, eigentlich Enrico da Comentina; * in Asti, Piemont; † 17. Januar 1345 bei Smyrna) war ein italienischer Bischof, päpstlicher Diplomat und Kreuzzugsanführer. Er war ab 1341 Bischof im venezianischen Negroponte (Griechenland) und lateinischer Titular-Patriarch von Konstantinopel.
Im Februar 1341 verhandelte er im Auftrag von Papst Benedikt XII. mit der Katalanischen Kompanie.
Für Benedikts Nachfolger Papst Clemens VI. arrangierte er 1342 die Gründung einer Kreuzzugs-Allianz gegen die Türken von Aydın, bestehend aus dem Papsttum, der Republik Venedig, dem Johanniterorden auf Rhodos und dem Königreich Zypern. Clemens ernannte ihn daraufhin im Sommer 1343 zum päpstlichen Legaten für Romanien und Anführer des Kreuzzugs gegen Smyrna. Heinrich von Asti war aber zunächst noch durch einen erneuten Konflikt mit der Katalanischen Kompanie beschäftigt.
Im Frühjahr 1344 stach die Kreuzfahrer-Flotte schließlich in See. Den militärischen Oberbefehl besaß der Genuese Martino Zaccaria. Da dessen Loyalität aber unsicher war (er plante einen Angriff auf die Insel Chios), erhielt Patriarch Heinrich ausdrücklich die Befugnis, diesen des Amtes zu entheben, falls es nötig werden würde. Am 28. Oktober erreichten die Kreuzfahrer Smyrna und eroberten den Hafen im Handstreich. Die Burg hinter der Stadt blieb aber in türkischer Hand und die Kreuzfahrer sahen sich bald türkischen Gegenangriffen ausgesetzt, die aber abgewehrt werden konnten.
Etwas außerhalb der Stadt und damit auch außerhalb des Verteidigungsrings befand sich die Ruine einer Kirche, die von den Christen als die spätantike Metropolitankirche angesehen wurde. Zur Feier des Sieges über die Türken beschloss Heinrich von Asti nun, dort eine Messe abzuhalten. Zaccaria hatte zwar Einwände, musste sich aber dem ranghöheren Patriarchen fügen, so dass sich die christliche Führung am 17. Januar 1345 zur Kirche begab. Die Türken bemerkten dies, erkannten die Gelegenheit und griffen an, während die Kreuzfahrer den Gottesdienst abhielten. Den meisten christlichen Soldaten gelang die Flucht zum sicheren Hafen, doch die Führer des Kreuzzugs einschließlich Zaccaria und Heinrich von Asti wurden in der Kirche umzingelt und niedergemacht (Der Wahrheitsgehalt dieser Todesumstände ist allerdings umstritten).
Papst Clemens VI. ernannte, als er die Todesnachricht erhielt, Raymond Saquet, den Bischof von Thérouanne, zum neuen päpstlichen Legaten und Kreuzzugsanführer. Dieser war von dieser Würde aber wenig begeistert und blieb in Frankreich. Neuer Titularpatriarch von Konstantinopel wurde (wenn auch nur kurz) Stephan de Pinu.
Als 1348 der Papst mit dem neuen türkischen Anführer Hızır Bey über einen Friedensvertrag verhandelte, bot dieser die Rückführung der Gebeine der Getöteten an. Dies erfolgte aber vermutlich erst 1392, als Heinrichs Gebeine nach Asti überführt wurden. Dort, in seiner Heimatstadt, wird er als Märtyrer und Seliger verehrt.